# Сыпучее тело
Сыпу́чее те́ло — одна из разновидностей сплошной среды, состоящая из множества отдельных макроскопических твёрдых частиц, теряющих механическую энергию при контактном взаимодействии друг с другом.
Физика сыпучего тела относится к физике мягкого вещества и рассматривает вопросы статики и динамики сыпучих сред. На практике это может касаться случаев песка, грунтов, зерна, цемента и т. д.
Также рассматриваются свойства сыпучих тел и их напряжённое состояние.
В практическом плане это позволяет производить расчеты:
- оснований сооружений на прочность,
- откосов на устойчивость,
- определение давления сыпучего тела:

- на подпорные стены,
- на стенки хранилищ,
- на заглубленные сооружения и др. вопросы.

Для облегчения проведения практических расчетов используются вспомогательные таблицы и графики.